# Erbach (Rheingau)
Erbach is een plaats in de Duitse gemeente Eltville am Rhein, deelstaat Hessen, en telt 3658 inwoners (2006).
Prinses Marianne van Oranje-Nassau woonde vanaf 1855 in Schloss Reinhartshausen in Erbach en is hier in 1883 overleden en begraven.

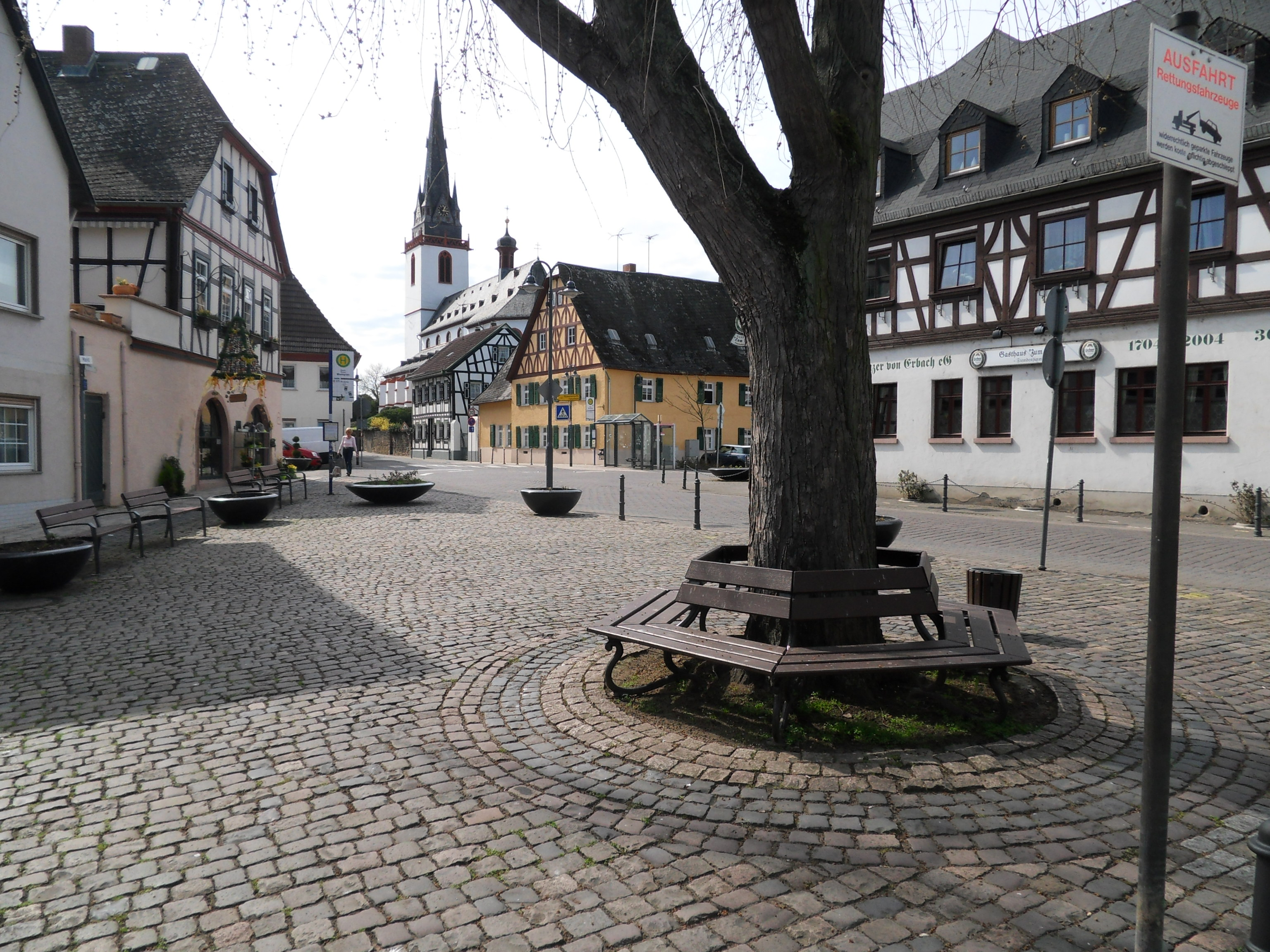
Marktplatz
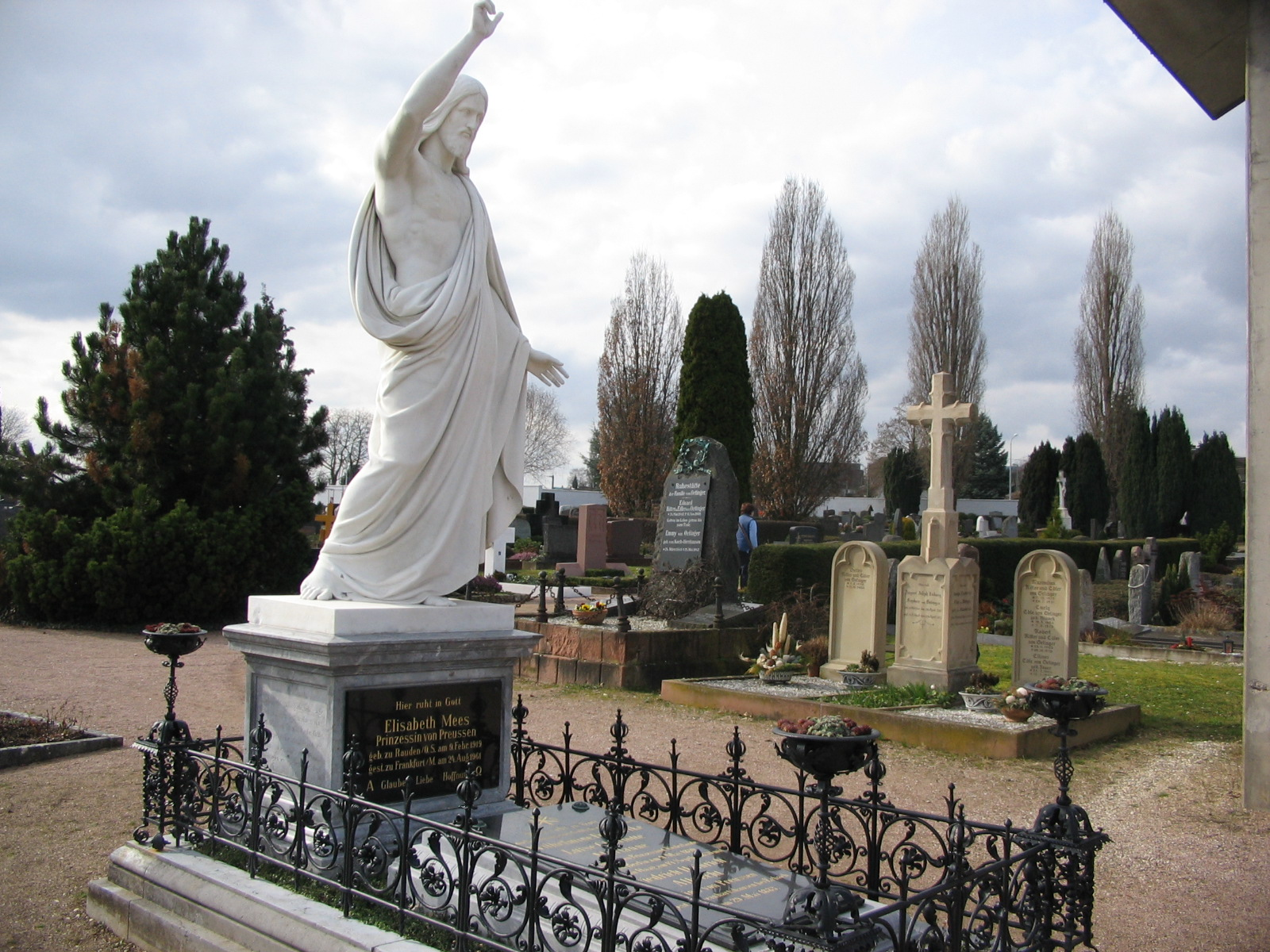
Graf van Marianne van Oranje-Nassau